# Juan Carlos Onganía
Juan Carlos Onganía (né à Marcos Paz, Argentine, le 17 mars 1914 - mort à Buenos Aires, le 8 juin 1995), est un général putschiste argentin qui devint de facto « président de la Nation », dirigeant la junte militaire du 29 juin 1966 au 8 juin 1970, lors de la dictature dite de la « Révolution argentine » (1966-1973), qui prônait une idéologie national-catholique.

## Biographie
Onganía entra à l'armée en 1931, à la cavalerie. Il acquit le grade de général en 1959. Pendant le mandat de José María Guido, Onganía se révéla comme un des chefs de file de la faction azul ou bleue au sein de l'armée argentine. À la différence des colorados ou rouges, qui considéraient le péronisme comme un mouvement de classe proche du communisme et qui devait être éradiqué, les bleus appréciaient son caractère nationaliste et chrétien, et le considéraient comme une force modérée, utile pour contenir l'avance des idées d'extrême gauche.
Le triomphe des bleus amena la nomination d'Onganía comme Commandant en Chef de l'Armée en 1963. En soutenant Arturo Umberto Illia, Onganía décida de passer au second plan. Cependant, étant donné son insatisfaction face à la politique nationaliste et modérée de ce dernier, et peut-être vu la décision d'Illia de révoquer la proscription du péronisme, Onganía conduisit le coup d'État — appelé aussi Revolución Argentina — qui le renversa.

## Gouvernement d'Onganía

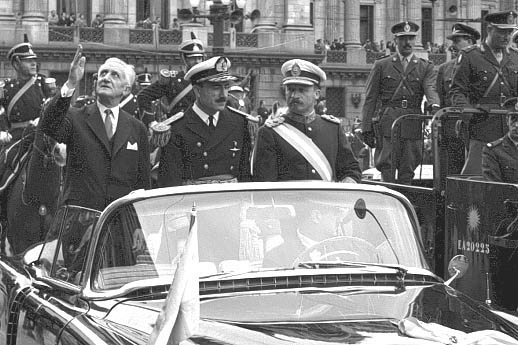
À l'extrême droite, Juan Carlos Onganía, le jour de l'investiture d'Arturo Illia, le 12 octobre 1963.

Onganía nomma ministre de l'Économie Krieger Vasena, qui révoqua les mesures de nationalisation et de contrôle des capitaux du gouvernement Illia, et contint l'inflation par le gel des salaires et dévalua de plus de 40 % le peso. Il s'éloigna cependant de l'orthodoxie libérale pure en maintenant l'activité industrielle par des travaux publics (dont la construction de la centrale nucléaire d'Atucha par la firme allemande Kraftwerk Union), ainsi qu'en établissant un programme corporatiste, expérimenté en particulier par le gouverneur de Córdoba Carlos Caballero, l'un des admirateurs du Père Georges Grasset fondateur (de la Cité catholique) en Argentine. Les exportations se maintinrent élevées mais le secteur agricole fut touché par la suppression des mesures de protection. Il fit voter une loi d'arbitrage obligatoire des conflits du travail qui suspendit le droit de grève. L'âge de la retraite fut retardé, et d'autres mesures réactionnaires prises concernant le droit du travail.
Onganía tenta de maintenir la participation des différents secteurs du pays dans son gouvernement grâce à des comités consultatifs dans certains domaines de la politique industrielle et économique ; la CGT d'Augusto Vandor ainsi que les syndicalistes « participationnistes » de José Alonso acceptèrent de collaborer avec lui, suscitant en 1968 la scission de la CGTA. Les secteurs les plus conservateurs de l'armée le critiquèrent pour cela, ce qui provoqua finalement sa révocation et sa mise à la retraite.
Dès son arrivée au pouvoir, il mit au pas l'Université, revenant sur tous les acquis de la Réforme universitaire de 1918. Ceci fut effectué avec une extrême violence, concrétisée en particulier lors de la Nuit des Longs Bâtons de juillet 1966. La répression provoqua l'exil de 301 professeurs universitaires, dont Manuel Sadosky, Tulio Halperín Donghi, Sergio Bagú et Risieri Frondizi.
Par ailleurs, alors que le rock argentin émergeait timidement, Onganía mis en place un ordre moral catholique extrêmement rigoureux, interdisant les mini-jupes, les cheveux longs et tout mouvement d'avant-garde culturelle, ce qui provoqua en retour la radicalisation des classes moyennes, qui gonflaient massivement les rangs de l'Université.
En mai 1968, il destitua la direction de l'armée, pressentant un air putschiste, et remplaça ainsi Julio Algosaray par Alejandro Lanusse, Benigno Varela par Pedro Gnavi et Adolfo Alvarez par Jorge Martínez Zuviría. Un an plus tard, son règne fut sévèrement ébranlé par le Cordobazo, soulèvement spontané bientôt imité à travers le pays (Rosariazo, etc.). En décembre 1969, le Mouvement des prêtres pour le Tiers-monde lui implora, sans succès, de mettre fin à son plan d'éradication urbanistique des villas miserias (bidonvilles). C'est dans ce climat de crise que des organisations armées firent leur apparition, luttant contre la dictature (foco éphémère des Forces armées péronistes à Taco Ralo en septembre 1968, suivie de l'attaque du commissariat de Villa Piolín du 6 janvier 1970 au cours de laquelle les FAP diffusent la Marche péroniste et distribuent aux enfants du bidonville des jouets « expropriés » ; première action publique des FAL en mars 1970, qui enlèvent le consul du Paraguay accusé d'être un agent de la CIA). Les divers mouvements de la Jeunesse péroniste commencent alors à se structurer.
L'échec patent du régime provoqua son renversement par la junte, qui mit à sa tête le général Roberto Levingston, qui décida, plutôt que d'initier une ouverture politique, d'approfondir la prétendue « Révolution argentine », aggravant encore la situation du pays.

## Onganía après le pouvoir
Il fut quelque peu critique face aux violations des droits de l'homme pendant la Réorganisation nationale, nom donné à la dictature de Videla et consorts. Il se maintint éloigné de la politique jusqu'en 1995 où il tenta de se présenter aux élections présidentielles pour combattre la détérioration morale du menemisme. Le manque d'appui lui fit retirer sa candidature. Veuf depuis 1990, Il mourut peu après à 81 ans.